# 二硅化铁
二硅化铁（FeSi2）是一种金属间化合物，是一种铁的硅化物，以稀有矿物林芝矿的形式存在于自然界中。在室温下，它形成斜方晶体（β相），加热至970°C时转变为四方α相。